# Lúcia Mendes de Morais
Lucia Mendes de Moraes é uma ex-voleibolista brasileira que conquistou pela Seleção Brasileira Feminina de Voleibol a medalha de ouro nos Jogos Pan-Americanos de 1959.

## Carreira
Em 1954 Iniciou sua carreira no único clube que atuou o Fluminense conquistou em 1957 o Campeonato Brasileiro Juvenil na cidade de Belo Horizonte, é octacampeã carioca pelo Fluminense.Serviu a Seleção Brasileira Feminina de Voleibol no Campeonato Mundial de Voleibol Feminino e conquistou a medalha de ouro nos Jogos Pan-Americanos de 1959, vestia a camisa de número 5 na seleção.

## Titulos e resultados
Campeonato Mundial de Voleibol Feminino
- 1960- 5º Lugar (Rio de Janeiro, Brasil)[5]